# Los Gálvez (Rubite)
Los Gálvez es una localidad y pedanía española perteneciente al municipio de Rubite, en la provincia de Granada. Está situada en la parte centro-este de la comarca de la Costa Granadina. Cerca de esta localidad se encuentran los núcleos de Los Díaz, Barranco Ferrer y Rambla del Agua.

## Demografía
Según el Instituto Nacional de Estadística de España, en el año 2023 Los Gálvez contaba con 20 habitantes censados, lo que representa el 4,93% de la población total del municipio.

### Evolución de la población
| Gráfica de evolución demográfica de Los Gálvez entre 2013 y 2023 |
|                                                                  |
| Datos según el nomenclátor publicado por el INE.                 |

## Comunicaciones
Algunas distancias entre Los Gálvez y otras ciudades:
| Ciudades | Distancia (km) |
| -------- | -------------- |
| Rubite   | 29             |
| Motril   | 32             |
| Granada  | 90             |
| Almería  | 91             |
| Jaén     | 181            |
| Murcia   | 309            |

## Cultura

### Fiestas
Los Gálvez celebra sus fiestas populares a principios de agosto en honor a la Virgen de la Milagrosa, patrona del pueblo. Cabe destacar la gran paellada —característica del Levante peninsular— que se hace para todos los vecinos y visitantes.